# 斯皮尔·利兹·凯洛格

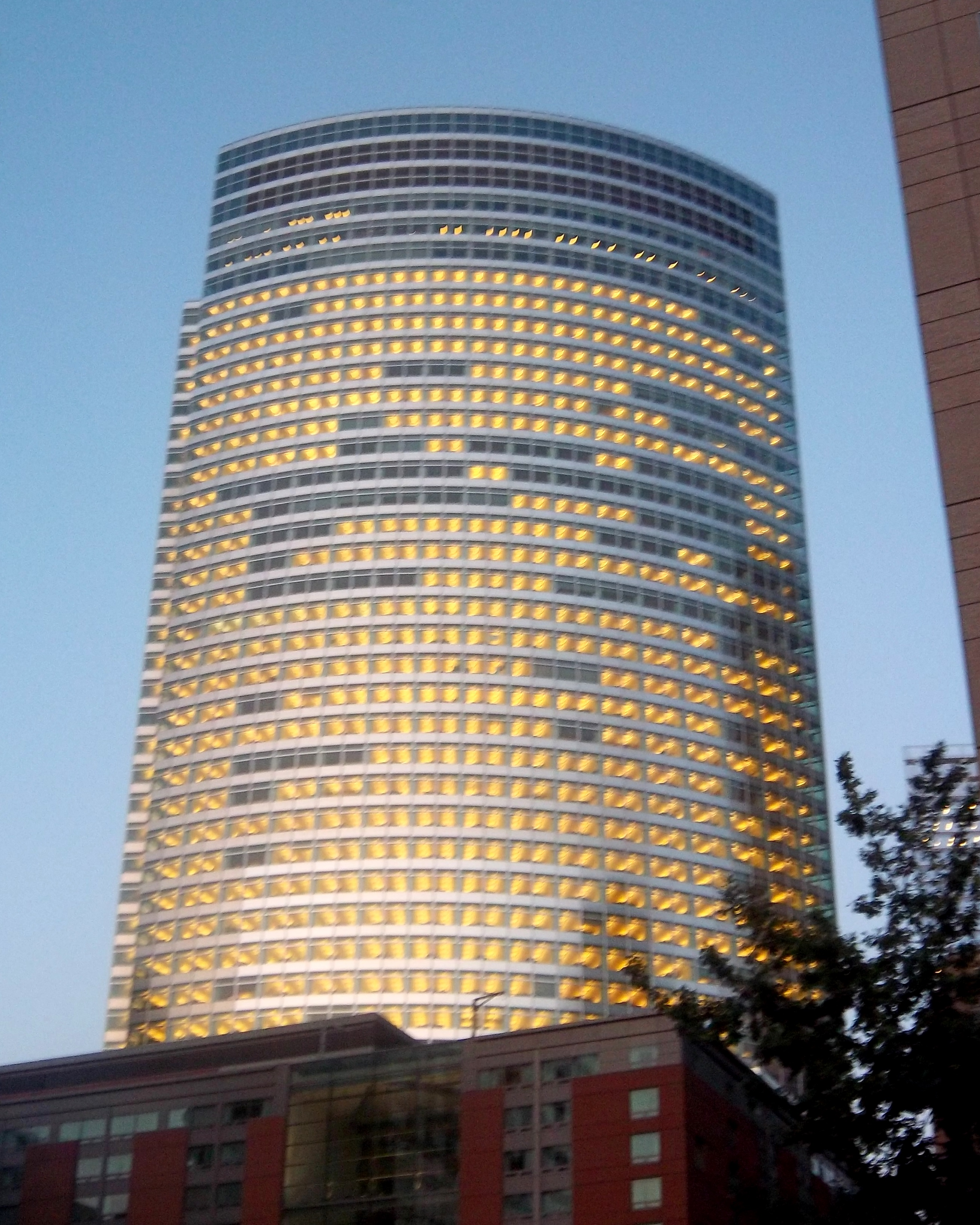
斯皮爾·利茲·凱洛格

斯皮尔·利兹·凯洛格(Spear, Leeds & Kellogg Specialists LLC)，纽约证券交易所市场上的十大做市商之一，著名的股票承销商之一後被高盛合併。